# جامع السنن والمسانيد لابن كثير
جامع السنن والمسانيد كتاب ألفه الحافظ  أبو الفداء إسماعيل بن عمر بن كثير القرشي البصري ثم الدمشقي (700 هـ - 774 هـ)، يروى أنه ذهب بصره أثناء تأليفه هذا الكتاب ولم يتمه، فكان يقول: «لا زلت أكتب فيه في الليل والسراج ينونص حتى ذهب بصري معه، ولعل الله يقيض له من يكمله، مع أنه سهل، فإن معجم الطبراني الكبير لم يكن فيه شيء من مسند أبي هريرة .»
أخذ ابن كثير ترتيب محمد بن عبد الله بن المحب الصامت لمسند أحمد المرتب على الصحابة، وأضاف إليه أحاديث الكتب الستة، ومعجم الطبراني الكبير، ومسند البزار، ومسند أبي يعلى الموصلي.
والكتاب شامل لكل ما كتبه ابن كثير ما عدا مسند الخلفاء الراشدين ومسند عمر بن الخطاب الخاص به، وبعض مسانيد المكثرين من الصحابة وهي: مسند أنس ومسند جابر ومسند عائشة، يحتوي الكتاب على 37 مجلداً قبل التحقيق وقد طبعته دار الكتب العلمية ببيروت عام 1415هـ ووزعته مكتبة دار الباز بمكة المكرمة.

## أقوال العلماء على الكتاب
- قال ابن حجر العسقلاني: «كتبت من جامع المسانيد والسنن عدة نسخ.»
- قال ابن العماد: «من مصنفاته كتاب في جمع المسانيد العشرة.»
- قال الحسيني:[5] «كتابه الهدي والسنن المعروف بجامع المسانيد، رتبه على الأبواب من أنفع كتبه.»
- قال الشوكاني في البدر الطالع: «الهدي والسنن في أحاديث المسانيد والسنن جمع فيه بين مسند الإمام أحمد، والبزار وأبي يعلى، وابن أبي شيبه، إلى الكتب الستة.»
- قال حاجي خليفة في كتابه كشف الظنون: «جامع المسانيد والسنن: كتاب عظيم فيه أحاديث الكتب العشرة في أصول الإسلام.»[6]

## خصائص الكتاب
- صنف ابن كثير هذا جامعه هذا على المسانيد لكن ليس على طريقة الأطراف، بل يورد متن الحديث كاملاً، إلا المطولات جداً فقد يشير إليها إشارة.
- يبدأ ابن كثير جامعه بتفريغ كتاب (أسد الغابة في معرفة الصحابة) لابن الأثير، فيورد اسم الصحابي ثم حديثه، وإذا كان لهذا الصحابي حديث واحد أو حديثان يوردهما من أسد الغابة، وقد ينقل تعليق ابن الأثير على الحديث، وقد يورد ترجمة موجزة له.
- إن كان لهذا الصحابي أحاديث وردت في مسند الإمام أحمد يبدأ بترتيب هذه الأحاديث من رواية التابعين عنه حسب الأحرف الهجائية متبعاً نهج الحافظ المزي في " تحفة الأشراف "
- وبعد أن يورد أحاديث مسند أحمد، ينظر إن كان لهذه المتون روايات عند أصحاب الكتب الستة ـ يعني يقابله على تحفة الأشراف ـ
- فإن انتهى من سرد أحاديث مسند الإمام أحمد لهذا الصحابي من رواية هذا التابعي، وبقي أحاديث ليس لها مطابق من تحفة الأشراف، أوردها ثم عقّب ذلك بقوله : تفرد به
- وعلى هذا النحو إذا بقي أحاديث من تحفة الأشراف على هذا النحو فإنه يبدأ بإيرادها بعد الأحاديث التي تفرد بها الإمام أحمد عن الكتب الستة، مخرجاً لها من تحفة الأشراف أيضاً.
- ويبدأ بعد ذلك بسرد الأحايث التي وردت في (المعجم الكبير) للطبراني، والتي زادت عمّا في المسند والكتب الستة، ويقوم بترقيم هذه الأحاديث، وهذا يدل على استيعاب الجامع لكتب الأحاديث في الغالب إلا النادر منه مما يجعل هذا الجامع بحراً زاخراً بمجموع أحاديث الرسول صلى الله عليه وسلم
- وبعد ذلك يضيف إليها ما جاء في مسند البزار، وما في مسند أبي يعلى الموصلي ويشير لما ورد من هذه الأحاديث عند أبي يعلى فقط وعند البزار فقط، ومن شاركهم في رواية هذا الحديث
- ويكمل كتابه ذلك على هذا النحو، وأما الرواة المجهولون فإنه يجمعهم من أسد الغابة ومسند الإمام أحمد ومن تحفة الأشراف بمعرفة الأطراف
- بدأ الحافظ ابن كثير تصنيف كتابه هذا بالمقلّين من رواية الحديث أولاً ثم المكثرين، وخالف بذلك شيخه المزي
- ينقد ابن كثير بعض الأحاديث التي تمر عليه والتي فيها غرابه وسندها ضعيف وقد تكرر ذلك كثيراً في كتابه.

- قلما ينقل ابن كثير في جامعه من مصادر وكتب أخرى غير التي التزم بها، ولكن قد أورد حديثاً أخذه من مسند الطيالسي، وحديثاً آخر أخذه من مستدرك الحاكم ولكن هذا نادر في الجملة ولعل من قال ذلك يظن أنه أخذه وهو لم يأخذه وذلك لتوافق اللفظ بينهما، وإن كان أخذه فعلاً فهو زيادة فائدة.